# Leo Strauss
Leo Strauss (Kirchhain, 20 settembre 1899 – Annapolis, 18 ottobre 1973) è stato un filosofo tedesco naturalizzato statunitense.
Nato in Germania da genitori ebrei, Strauss emigrò successivamente dalla Germania negli Stati Uniti. Trascorse gran parte della sua carriera come professore di scienze politiche all'Università di Chicago, dove insegnò a diverse generazioni di studenti e pubblicò quindici libri.
Formatosi nella tradizione neo-kantiana con Ernst Cassirer e immerso nel lavoro dei fenomenologi Edmund Husserl e Martin Heidegger, Strauss è autore di libri su Spinoza e Hobbes e di articoli su Maimonide e Al-Farabi. Alla fine degli anni '30, la sua ricerca si concentrò sui testi di Platone e Aristotele, ripercorrendo la loro interpretazione attraverso la filosofia islamica ed ebraica medievale e incoraggiando l'applicazione di quelle idee alla teoria politica contemporanea.

## Biografia

### Primi anni e formazione
Strauss nacque il 20 settembre 1899, nella cittadina di Kirchhain in Assia-Nassau, una provincia del Regno di Prussia (parte dell'Impero tedesco), da Hugo Strauss e Jennie Strauss, nata David. Secondo il necrologio del 1974 di Allan Bloom su Political Theory, Strauss "è cresciuto come ebreo ortodosso", ma la famiglia non sembra aver abbracciato completamente la pratica ortodossa. Strauss stesso ha notato che proveniva da una “casa ebraica conservatrice, persino ortodossa”, ma che conosceva poco l'ebraismo se non la stretta osservanza delle leggi cerimoniali. Suo padre e suo zio gestivano un'attività agricola e di bestiame che ereditarono dal padre Meyer Strauss (1835-1919), membro di spicco della comunità ebraica locale.
Dopo aver frequentato la Kirchhain Volksschule e la Rektoratsschule protestante, Leo Strauss si iscrisse al Gymnasium Philippinum (affiliato all'Università di Marburgo) nella vicina Marburgo (dove si diplomarono anche Johannes Althusius e Carl Joachim Friedrich) nel 1912, laureandosi nel 1917. Frequentò il cantore di Marburgo Strauss (di cui non era parente), la cui residenza fungeva da luogo di incontro per i seguaci del filosofo neo-kantiano Hermann Cohen. Strauss prestò servizio nell'esercito tedesco dalla prima guerra mondiale dal 5 luglio 1917 al dicembre 1918.
Successivamente Strauss si iscrisse all'Università di Amburgo, dove conseguì il dottorato nel 1921; la sua tesi, Sul problema della conoscenza nella dottrina filosofica di F.H. Jacobi (Das Erkenntnisproblem in der philosophischen Lehre Fr. H. Jacobis), fu supervisionata da Ernst Cassirer. Frequentò anche corsi presso le Università di Friburgo e Marburgo, tra cui alcuni tenuti da Edmund Husserl e Martin Heidegger. Strauss si unì a una confraternita ebraica e lavorò per il movimento sionista tedesco, che lo presentò a vari intellettuali ebrei tedeschi, come Norbert Elias, Leo Löwenthal, Hannah Arendt e Walter Benjamin. Benjamin era e rimase un ammiratore di Strauss e del suo lavoro per tutta la vita.
L'amico più intimo di Strauss fu Jacob Klein, ma si impegnò intellettualmente anche con Gerhard Krüger - e anche Karl Löwith, Julius Guttmann, Hans-Georg Gadamer e Franz Rosenzweig (a cui Strauss dedicò il suo primo libro), così come Gershom Scholem, Alexander Altmann e l'arabista Paul Kraus, che sposò la sorella di Strauss, Bettina (Strauss e sua moglie in seguito adottarono la figlia di Paul e Bettina Kraus quando entrambi i genitori morirono in Medio Oriente). Con molti di questi amici, Strauss intrattenne in seguito intensi scambi epistolari, molti dei quali furono pubblicati nel Gesammelte Schriften (Scritti raccolti), alcuni in traduzione dal tedesco. Strauss aveva anche intrapreso un dialogo con Carl Schmitt. Tuttavia, dopo aver lasciato la Germania, Strauss interruppe il loro dialogo quando Schmitt non rispose alle sue lettere.

### Carriera
Dopo aver ricevuto una borsa di studio Rockefeller nel 1932, Strauss lasciò il suo incarico presso l'Istituto superiore di studi ebraici (Hochschule für die Wissenschaft des Judentums) di Berlino per Parigi. Tornò in Germania solo una volta, per pochi giorni, vent'anni dopo. A Parigi sposò Marie (Miriam) Bernsohn, una vedova con un figlio piccolo, che aveva già conosciuto in Germania. Adottò il figlio di sua moglie, Thomas, e più tardi, come già detto, il figlio di sua sorella, Jenny Strauss Clay (in seguito professore di studi classici all'Università della Virginia); lui e Miriam non ebbero figli biologici. Alla sua morte, gli sopravvissero Thomas, Jenny Strauss Clay e tre nipoti. Strauss divenne amico per tutta la vita di Alexandre Kojève ed era in rapporti amichevoli con Raymond Aron e Étienne Gilson. A causa dell'ascesa al potere dei nazisti, scelse di non tornare nel suo paese natale. Strauss trovò rifugio, dopo alcune vicissitudini, in Inghilterra, dove, nel 1935, ottenne un impiego temporaneo presso l'Università di Cambridge con l'aiuto del suocero David Daube, affiliato al Gonville and Caius College. Durante la permanenza in Inghilterra, divenne amico intimo di R. H. Tawney e fu in rapporti meno amichevoli con Isaiah Berlin.

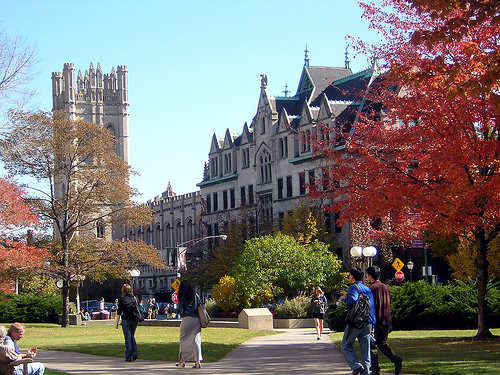
L'Università di Chicago, la scuola alla quale Strauss è più strettamente associato

Non riuscendo a trovare un impiego permanente in Inghilterra, Strauss si trasferì nel 1937 negli Stati Uniti, sotto il patrocinio di Harold Laski, che gli fece le presentazioni e lo aiutò a ottenere un breve incarico di docente. Dopo un breve periodo come research fellow presso il Dipartimento di Storia della Columbia University, Strauss ottenne un posto alla The New School, dove, tra il 1938 e il 1948, lavorò nella facoltà di scienze politiche e assunse anche lavori aggiuntivi. Nel 1939 è stato per un breve periodo visiting professor presso l'Hamilton College. Divenuto cittadino statunitense nel 1944, nel 1949 divenne professore di scienze politiche all'Università di Chicago, dove ricoprì il ruolo di Robert Maynard Hutchins come Distinguished Service Professorship fino al 1969.
Nel 1953, Strauss coniò l'espressione reductio ad Hitlerum, un gioco di parole sulla reductio ad assurdo, suggerendo che paragonare un argomento a quello di Hitler, o "giocare la carta del nazismo", è spesso una fallacia di irrilevanza.
Nel 1954 incontrò Karl Löwith e Hans-Georg Gadamer a Heidelberg e tenne un discorso pubblico su Socrate. Nel 1965 ricevette una chiamata per una docenza temporanea ad Amburgo (che rifiutò per motivi di salute) e ricevette e accettò una laurea honoris causa dall'Università di Amburgo e dal Bundesverdienstkreuz (Ordine al merito di Germania) tramite il rappresentante tedesco a Chicago. Nel 1969 Strauss si trasferì per un anno al Claremont McKenna College (ex Claremont Men's College) in California, e poi al St. John's College di Annapolis nel 1970, dove fu Scott Buchanan Distinguished Scholar in Residence fino alla sua morte per polmonite nel 1973. Fu sepolto nel cimitero ebraico di Annapolis, con sua moglie Miriam Bernsohn Strauss, morta nel 1985. Su richiesta di familiari e amici, venne letto durante il servizio funebre il salmo 114.

## Pensiero
Il pensiero di Strauss può essere caratterizzato da due temi principali: la critica della modernità e il recupero della filosofia politica classica. Egli sosteneva che la modernità, iniziata con l’Illuminismo, rappresentava una rottura radicale con la tradizione della civiltà occidentale e che avesse portato a una crisi di nichilismo, relativismo, storicismo e scientismo. Sosteneva che le moderne scienze politiche e sociali, basate sull'osservazione empirica e sull'analisi razionale, non erano riuscite a cogliere le questioni essenziali della natura umana, della moralità e della giustizia e che avevano ridotto gli esseri umani a meri oggetti di manipolazione e di calcolo. Criticò anche il liberalismo moderno, che vedeva come un prodotto della modernità, per la sua mancanza di fondamenti morali e spirituali e per la sua tendenza a minare l'autorità della religione, della tradizione e della legge naturale.
Per superare la crisi della modernità, Strauss propose un ritorno alla filosofia politica classica degli antichi greci e dei pensatori medievali, che riteneva avessero una comprensione più profonda e completa della natura umana e della società. Sosteneva una lettura attenta e rispettosa dei testi classici, sostenendo che i loro autori scrivevano in modo esoterico, che chiamava “l'arte della scrittura” (Persecution and the Art of Writing) e che praticava nelle sue opere. Suggerì che gli autori classici nascondevano i loro veri insegnamenti dietro uno strato superficiale di opinioni convenzionali, per evitare la persecuzione e per educare solo i pochi che erano in grado di coglierli, e che si impegnarono in un dialogo tra loro attraverso i secoli. Strauss chiama questo dialogo "la grande conversazione" (Great Conversation) e invita i suoi lettori ad unirsi ad esso.
L'interpretazione di Strauss della filosofia politica classica è stata influenzata dalla sua formazione ebraica e dal suo incontro con la filosofia medievale islamica ed ebraica, in particolare con le opere di Al-Farabi e Maimonide. Egli sosteneva che questi filosofi, che vivevano sotto il dominio dell'Islam, affrontavano sfide simili a quelle degli antichi greci. Ha anche sostenuto che questi filosofi, che erano allo stesso tempo fedeli alle loro religioni rivelate e fedeli alla ricerca razionale della filosofia, offrivano un modello di come conciliare ragione e rivelazione, filosofia e teologia, Atene e Gerusalemme.

## Visione

### Filosofia
Per Strauss, politica e filosofia erano necessariamente intrecciate. Considerava il processo e la morte di Socrate come il momento in cui nacque la filosofia politica. Strauss considerava uno dei momenti più importanti della storia della filosofia l'argomentazione di Socrate, secondo cui i filosofi non potevano studiare la natura senza considerare la propria natura umana, che, nelle parole di Aristotele, è quella di "un animale politico". Tuttavia, egli sosteneva anche che i fini della politica e della filosofia fossero intrinsecamente inconciliabili e irriducibili l'uno all'altro.
Strauss distingueva gli “studiosi” dai “grandi pensatori”, identificandosi come uno studioso. Ha scritto che la maggior parte dei filosofi che si autodefiniscono tali sono in realtà studiosi, cauti e metodici. I grandi pensatori, invece, affrontano con coraggio e creatività i grandi problemi. Gli studiosi affrontano questi problemi solo indirettamente, ragionando sulle differenze dei grandi pensatori.
In Natural Right and History (Diritto naturale e storia), Strauss inizia con una critica all'epistemologia di Max Weber, affronta brevemente il relativismo di Martin Heidegger (che non viene nominato) e prosegue con una discussione sull'evoluzione dei diritti naturali attraverso un'analisi del pensiero di Thomas Hobbes e John Locke e conclude criticando Jean-Jacques Rousseau e Edmund Burke. Il cuore del libro è costituito da brani tratti da Platone, Aristotele e Cicerone. Gran parte della sua filosofia è una reazione alle opere di Heidegger. Strauss scrive infatti che il pensiero di Heidegger deve essere compreso e affrontato prima che sia possibile una formulazione completa della teoria politica moderna, e questo significa che il pensiero politico deve confrontarsi con le questioni dell'ontologia e della storia della metafisica.
Strauss ha scritto che Friedrich Nietzsche è stato il primo filosofo a comprendere adeguatamente lo storicismo, un'idea fondata sull'accettazione generale della filosofia hegeliana della storia. Heidegger, a parere di Strauss, ha santificato e politicizzato Nietzsche, mentre Nietzsche credeva che «i nostri stessi principi, compresa la fede nel progresso, diventeranno così poco convincenti ed estranei come tutti i principi precedenti (essenze) si erano dimostrati» e «l'unica via d'uscita sembra essere... che si scelga volontariamente l'illusione vivificante invece della verità mortale, che si fabbrichi un mito». Heidegger riteneva che il nichilismo tragico di Nietzsche fosse esso stesso un "mito" guidato da una concezione occidentale difettosa dell'Essere che Heidegger fece risalire a Platone. Nella corrispondenza pubblicata con Alexandre Kojève, Strauss scrisse che Georg Wilhelm Friedrich Hegel aveva ragione quando postulava che la fine della storia implica la fine della filosofia come intesa dalla filosofia politica classica.

### Sulla letteratura

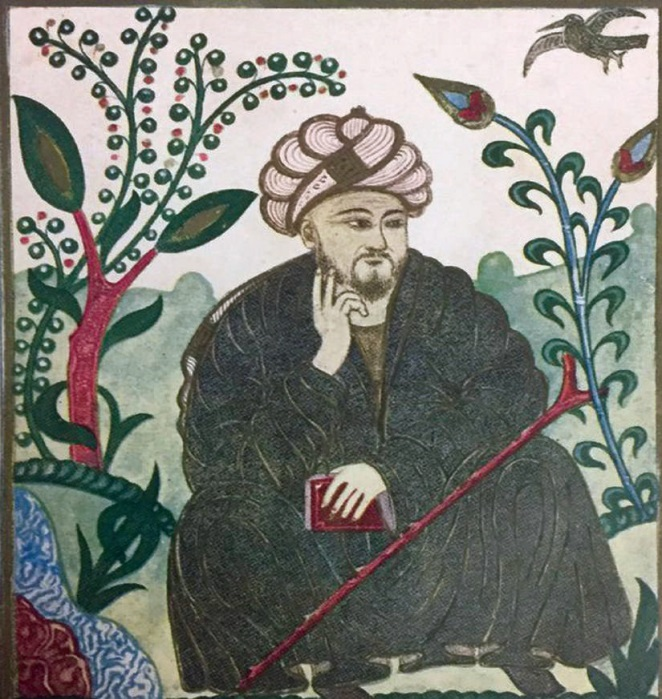
Lo studio di Strauss della filosofia e dei discorsi politici prodotti dalla civiltà islamica - in particolare quelli di Al-Farabi (mostrato qui) e Maimonide - è stato determinante nello sviluppo della sua teoria della lettura.

Alla fine degli anni '30, Strauss invitò per la prima volta a riconsiderare la "distinzione tra insegnamento essoterico (o pubblico) ed esoterico (o segreto)". Nel 1952 pubblicò Persecution and the Art of Writing, sostenendo che gli scrittori seri scrivono in modo esoterico, cioè con significati multipli o stratificati, spesso mascherati dall'ironia o dal paradosso, da riferimenti oscuri e persino da una deliberata autocontraddizione. La scrittura esoterica serve a diversi scopi: protegge il filosofo dalla punizione del regime e protegge il regime dalla corrosione della filosofia; attrae il tipo giusto di lettore e respinge quello sbagliato; e scovare il messaggio interiore è di per sé un esercizio di ragionamento filosofico.
Prendendo le mosse dallo studio di Maimonide e Al-Farabi, e risalendo alla discussione di Platone sulla scrittura contenuta nel Fedro, Strauss propone che l'arte classica e medievale della scrittura esoterica sia il mezzo adeguato per l'apprendimento filosofico: piuttosto che esporre superficialmente i pensieri dei filosofi, i testi filosofici classici e medievali guidano i loro lettori a pensare e ad apprendere indipendentemente dalla conoscenza impartita. Pertanto, Strauss è d'accordo con il Socrate del Fedro,  dove il greco indica che, nella misura in cui la scrittura non risponde quando viene interrogata, la buona scrittura provoca domande nel lettore, domande che orientano il lettore verso la comprensione di problemi su cui l'autore ha riflettuto con la massima serietà. Strauss, in Persecution and the Art of Writing,  presenta così Maimonide “come un non credente nascosto che offusca il suo messaggio per ragioni politiche”.
L’argomentazione ermeneutica di Strauss riarticolata in tutti i suoi scritti successivi (in particolare in The City and Man [1964]) – è che, prima del XIX secolo, gli studiosi occidentali avevano comunemente compreso che la scrittura filosofica non è di casa in nessuna politica, per quanto liberale. Nella misura in cui mette in discussione alla radice la saggezza convenzionale, la filosofia deve guardarsi soprattutto da quei lettori che si ritengono difensori autorevoli, saggi e liberali dello status quo. Nel mettere in discussione le opinioni consolidate o nell'indagare i principi della morale, i filosofi di un tempo trovavano necessario trasmettere i loro messaggi in modo obliquo. La loro “arte della scrittura” era l'arte della comunicazione esoterica. Ciò era particolarmente evidente in epoca medievale, quando i pensatori politici eterodossi scrivevano sotto la minaccia dell'Inquisizione o di tribunali altrettanto ottusi.
L'argomentazione di Strauss non è che gli scrittori medievali da lui studiati riservassero un significato esoterico ai molti (hoi polloi) e uno esoterico, nascosto, ai pochi (hoi oligoi), ma che, attraverso stratagemmi retorici tra cui l'autocontraddizione e le iperboli, questi scrittori riuscissero a trasmettere il proprio significato nel cuore tacito dei loro scritti, un cuore o un messaggio irriducibile alla “lettera” o alla dimensione storica dei testi.
Seguendo esplicitamente l'esempio di Gotthold Ephraim Lessing, Strauss indica che i filosofi politici medievali, non meno delle loro controparti antiche, adattavano attentamente la loro formulazione alle opinioni morali dominanti del loro tempo, per evitare che i loro scritti venissero condannati come eretici o ingiusti, non dai “molti” (che non leggevano), ma da quei “pochi” che i molti consideravano i più giusti guardiani della moralità. Proprio queste personalità giuste sarebbero state più inclini a perseguitare/ostracizzare chiunque si fosse occupato di smascherare la nobile o grande menzogna su cui si regge o crolla l'autorità dei pochi sui molti.

### Sulla politica
Secondo Strauss, la scienza sociale moderna è difettosa perché presuppone la distinzione fatto-valore, un concetto che Strauss trovava discutibile. Egli ne rintraccia le radici nella filosofia illuminista a Max Weber, un pensatore che Strauss descrive come una "mente seria e nobile". Weber voleva separare i valori dalla scienza ma, secondo Strauss, era in realtà un pensatore derivativo, profondamente influenzato dal relativismo di Nietzsche. Strauss trattava la politica come qualcosa che non poteva essere studiato da lontano. Uno scienziato politico che esamina la politica con un occhio scientifico privo di valori, per Strauss, si illudeva. Il positivismo, erede sia di Auguste Comte che di Max Weber, nel tentativo di formulare giudizi presumibilmente privi di valore, non è riuscito a giustificare la propria esistenza, che richiederebbe un giudizio di valore.
Mentre il liberalismo dell'era moderna aveva posto l'accento sulla ricerca della libertà individuale come suo obiettivo più alto, Strauss riteneva che ci dovesse essere un maggiore interesse per il problema dell'eccellenza umana e della virtù politica. Attraverso i suoi scritti, Strauss ha costantemente sollevato la questione di come, e fino a che punto, libertà ed eccellenza possano coesistere. Strauss rifiutava di accontentarsi di risoluzioni semplicistiche o unilaterali della questione socratica: Qual è il bene della città e dell'uomo?.

### Incontri con Carl Schmitt e Alexandre Kojève
Due dialoghi politico-filosofici significativi che Strauss ebbe con pensatori viventi furono quelli con Carl Schmitt e Alexandre Kojève. Schmitt, che in seguito sarebbe diventato, per un breve periodo, il principale giurista della Germania nazista, fu uno dei primi importanti accademici tedeschi a recensire positivamente i primi lavori di Strauss. Il riferimento positivo di Schmitt e l'approvazione del lavoro di Strauss su Hobbes furono determinanti per far ottenere a Strauss il finanziamento della borsa di studio che gli permise di lasciare la Germania.
La critica e i chiarimenti di Strauss su The Concept of the Political portarono Schmitt ad apportare significative modifiche nella seconda edizione. Scrivendo a Schmitt nel 1932, Strauss riassunse la teologia politica di Schmitt secondo cui “poiché l'uomo è per natura malvagio, ha quindi bisogno del dominio. Ma il dominio può essere stabilito, cioè gli uomini possono essere unificati solo in un'unità contro altri uomini. Ogni associazione di uomini è necessariamente una separazione da altri uomini... il politico così inteso non è il principio costitutivo dello Stato, dell'ordine, ma una condizione dello Stato".
Strauss, tuttavia, si oppone direttamente alla posizione di Schmitt. Per Strauss, Schmitt e il suo ritorno a Thomas Hobbes chiariscono utilmente la natura della nostra esistenza politica e la nostra moderna autocomprensione. La posizione di Schmitt era quindi sintomatica dell'autocomprensione liberale dell'epoca moderna. Strauss riteneva che tale analisi, come ai tempi di Hobbes, servisse come utile “azione preparatoria”, rivelando il nostro orientamento contemporaneo verso gli eterni problemi della politica (esistenza sociale). Tuttavia, Strauss riteneva che la reificazione di Schmitt della nostra moderna autocomprensione del problema della politica in una teologia politica non fosse una soluzione adeguata. Strauss sosteneva invece un ritorno a una più ampia comprensione classica della natura umana e un timido ritorno alla filosofia politica, nella tradizione dei filosofi antichi.
Con Kojève, Strauss ebbe una stretta amicizia filosofica che durò tutta la vita. Si erano incontrati per la prima volta come studenti a Berlino. I due pensatori condividevano uno sconfinato rispetto filosofico l'uno per l'altro. Kojève scriverà in seguito che, senza l'amicizia con Strauss, “non avrei mai saputo... cos'è la filosofia”. La disputa politico-filosofica tra Kojève e Strauss verteva sul ruolo che la filosofia deve e può avere in politica.
Kojève, alto funzionario del governo francese, ha contribuito alla creazione della Comunità economica europea. Egli sosteneva che i filosofi dovessero avere un ruolo attivo nel plasmare gli eventi politici. Strauss, al contrario, riteneva che i filosofi dovessero svolgere un ruolo in politica solo nella misura in cui potevano garantire che la filosofia, che considerava l'attività più alta dell'umanità, potesse essere libera da interventi politici.

### Liberalismo e nichilismo
Strauss sosteneva che il liberalismo nella sua forma moderna (orientata verso la libertà universale, in contrapposizione al "liberalismo antico" orientato verso l'eccellenza umana), conteneva al suo interno una tendenza intrinseca verso al relativismo estremo, che a sua volta portò a due tipi di nichilismo:
Il primo era un nichilismo “brutale”, espresso nei regimi nazista e bolscevico comunista. In On Tyranny, scrisse che queste ideologie, entrambe discendenti del pensiero illuminista, cercano di distruggere tutte le tradizioni, la storia, l'etica e le norme morali per sostituirle con la forza, sotto la quale la natura e l'umanità vengono soggiogate e conquistate. Il secondo tipo – il nichilismo “gentile” espresso nelle democrazie liberali occidentali – è una sorta di assenza di obiettivi e valori e un “egualitarismo permissivo” edonistico, che secondo lui permea il tessuto della società americana contemporanea.
Nella convinzione che il relativismo, lo scientismo, lo storicismo e il nichilismo del XX secolo fossero tutti implicati nel deterioramento della società e della filosofia moderne, Strauss cercò di scoprire i percorsi filosofici che avevano portato a questa situazione. Lo studio che ne risultò lo portò a sostenere un timido ritorno alla filosofia politica classica come punto di partenza per giudicare l'azione politica.

### L'interpretazione di Strauss dellaRepubblicadi Platone
Secondo Strauss, La Repubblica di Platone non è "un progetto di riforma del regime" (un gioco di parole tratto da La società aperta e i suoi nemici di Karl Popper, che attacca La Repubblica proprio per questo). Strauss cita Cicerone: "La Repubblica non mette in luce il miglior regime possibile, ma piuttosto la natura delle cose politiche, la natura della città".
Strauss sosteneva che la città-in-discorso era innaturale, proprio perché "è resa possibile dall'astrazione dall'eros".. Pur essendo scettico nei confronti del “progresso”, Strauss era altrettanto scettico nei confronti dei programmi politici di “ritorno”, cioè di andare indietro invece che avanti.
In effetti, era sempre diffidente nei riguardi di ciò che pretendeva di essere una soluzione a un vecchio problema politico o filosofico. Parlava del pericolo di cercare di risolvere finalmente il dibattito tra razionalismo e tradizionalismo in politica. In particolare, molti esponenti della destra tedesca precedente alla seconda guerra mondiale, temeva che si cercasse di forzare la nascita di uno Stato mondiale in futuro, pensando che sarebbe diventato inevitabilmente una tirannia. Per questo si tenne a distanza dai due totalitarismi che denunciò nel suo secolo, sia quello fascista che quello comunista.

### Strauss e Karl Popper
Strauss rifiuta attivamente le opinioni di Karl Popper, ritenendole illogiche. Ha accettato con una lettera di risposta alla sua richiesta di Eric Voegelin di esaminare la questione. Nella risposta, Voegelin scrisse che studiare le opinioni di Popper era una perdita di tempo prezioso e “una seccatura”. In particolare, a proposito de La società aperta e i suoi nemici e della comprensione di Popper della Repubblica di Platone, dopo aver fornito alcuni esempi, Voegelin scrisse:
()
Strauss mostrò questa lettera a Kurt Riezler, che usò la sua influenza per opporsi alla nomina di Popper all'Università di Chicago.

### Antichi e Moderni
Strauss ha costantemente sottolineato l’importanza di due dicotomie nella filosofia politica: Atene e Gerusalemme (ragione e rivelazione) e Antichi contro Moderni. Gli "Antichi" sono i filosofi socratici e i loro eredi intellettuali; i “Moderni” iniziano con Niccolò Machiavelli. Il contrasto tra Antichi e Moderni veniva inteso come legato alla tensione irrisolvibile tra Ragione e Rivelazione. I socratici, reagendo ai primi filosofi greci, riportarono la filosofia sulla terra, e quindi sul mercato, rendendola più politica.
I Moderni reagirono al dominio della rivelazione nella società medievale promuovendo le possibilità della Ragione. Si opposero alla fusione operata da Tommaso d'Aquino tra diritto naturale e teologia naturale, poiché rendeva il diritto naturale vulnerabile alle controversie teologiche di contorno. Thomas Hobbes, sotto l'influenza di Francesco Bacone, riorientò il pensiero politico verso ciò che c'era di più solido ma anche di più basso nell'uomo - le sue speranze e paure fisiche - creando un precedente per John Locke e il successivo approccio economico al pensiero politico, come in David Hume e Adam Smith.

### Strauss e il sionismo
Da giovane, Strauss apparteneva al gruppo giovanile sionista tedesco, insieme ai suoi amici Gershom Scholem e Walter Benjamin. Entrambi erano ammiratori di Strauss e lo sarebbero stati per tutta la vita. All'età di 17 anni, come lui stesso ha dichiarato, si “convertì” al sionismo politico come seguace di Ze'ev Jabotinsky. Scrisse diversi saggi sulle sue controversie, ma si lasciò alle spalle queste attività verso i vent'anni.
Sebbene Strauss mantenne un certo interesse per il sionismo, in seguito arrivò a riferirsi al sionismo come "problematico" e rimase deluso da alcuni dei suoi obiettivi.
Nell'anno accademico 1954-55 insegnò all'Università Ebraica di Gerusalemme. Nella sua lettera a un redattore della National Review, Strauss chiedeva perché Israele fosse stato definito uno Stato razzista da uno dei suoi autori.  Sosteneva che l'autore non aveva fornito prove sufficienti a sostegno della sua tesi. Concludeva il suo saggio con questa affermazione: "Il sionismo politico è problematico per ovvie ragioni. Ma non potrò mai dimenticare ciò che ha ottenuto come forza morale in un'epoca di completa dissoluzione. Ha contribuito ad arginare la marea di livellamento “progressivo” di differenze venerabili e ancestrali; ha svolto una funzione conservatrice".

### Credenze religiose
Sebbene Strauss accettasse l'utilità del credo religioso, ci sono alcuni dubbi sulle sue opinioni religiose. Disprezzava apertamente l'ateismo e disapprovava l'incredulità dogmatica contemporanea, che considerava intemperante e irrazionale. Tuttavia, come Tommaso d'Aquino, riteneva che la rivelazione doveva essere soggetta all'esame della ragione. Alla fine di The City and Man, Strauss invita ad «essere aperti... alla domanda quid sit deus [Che cos'è Dio?]» (p. 241). Edward Feser scrive che “Strauss non era un credente ortodosso, ma nemmeno un ateo convinto. Poiché l'accettazione o meno di una presunta rivelazione divina è essa stessa una delle domande “permanenti”, l'ortodossia deve sempre rimanere un'opzione difendibile tanto quanto l'incredulità".
In Natural Right and History Strauss distingue una lettura socratica (platonica, ciceroniana, aristotelica) da una convenzionalista (materialistica, epicurea) della divinità, e sostiene che "la questione della religione" (che cos'è la religione?) è inseparabile dalla questione della natura della società civile e dell’autorità civile. In tutto il volume sostiene la lettura socratica dell'autorità civile e rifiuta la lettura convenzionalista (di cui l'ateismo è una componente essenziale). Ciò è incompatibile con le interpretazioni di Shadia Drury e di altri studiosi che sostengono che Strauss considerasse la religione in modo puramente strumentale.

## Ricezione ed eredità

### Ricezione da parte dei contemporanei
Le opere di Strauss furono lette e ammirate da pensatori diversi come i filosofi Gershom Scholem, Walter Benjamin, Hans-Georg Gadamer, e Alexandre Kojève, e lo psicoanalista Jacques Lacan.  Benjamin aveva conosciuto Strauss quando era studente a Berlino e ne espresse l'ammirazione per tutta la vita. Gadamer ha dichiarato di essere "ampiamente d'accordo" con le interpretazioni di Strauss.

### La scuola straussiana
Il termine "Straussianesimo" è il nome dato «per indicare i metodi di ricerca, i concetti comuni, i presupposti teorici, le domande centrali e lo stile pedagogico (stile di insegnamento) caratteristici del gran numero di conservatori che sono stati influenzati dal pensiero e dall'insegnamento di Leo Strauss». Sebbene «sia particolarmente influente tra i professori universitari di teoria storica politica [...]  a volte serve anche come quadro intellettuale comune più in generale tra attivisti conservatori, i professionisti di think tank e gli intellettuali pubblici». Harvey C. Mansfield, Steven B. Smith e Steven Berg, pur non essendo mai stati studenti di Strauss, sono “straussiani” (come si identificano alcuni seguaci di Strauss). Mansfield ha sostenuto che non esiste qualcosa come lo "straussianesimo", eppure ci sono Straussiani e una scuola di Straussiani. Mansfield descrive la scuola come "aperta a tutta la filosofia" e senza alcuna dottrina definita in cui si debba credere per appartenervi.
Nell'ambito della disciplina della teoria politica, il metodo i suoi praticanti utilizzino «una 'lettura attenta' dei 'Grandi Libri' del pensiero politico; si sforzano di comprendere un pensatore 'come egli comprendeva sé stesso'; non si preoccupano delle questioni relative al contesto storico o alle influenze storiche su un determinato autore» e si sforzano di essere aperti all'idea di poter trovare qualcosa di vero senza tempo in un grande libro. L'approccio «assomiglia in molti modi al vecchio New Criticism negli studi letterari».
C'è una certa controversia nell'approccio su ciò che distingue un grande libro da opere minori. Si ritiene che i grandi libri siano scritti da autori/filosofi «di tale sovrana autocoscienza critica e potenza intellettuale da non poter essere in alcun modo ridotti al pensiero generale del loro tempo e del loro luogo», mentre le altre opere «sono intese come epifenomeniche rispetto alle intuizioni originali di un pensatore di primo piano». Questo approccio è visto come una contrapposizione «ai presupposti storicisti della metà del XX secolo, che leggono la storia del pensiero politico in modo progressista, con le filosofie passate per sempre tagliate fuori da noi in un passato superato». Lo straussianesimo avanza la possibilità che i pensatori del passato possano «essere in possesso della verità - e che quindi i pensatori più recenti si sbaglino».

### Gli Straussiani cinesi
La quasi totalità degli scritti di Strauss è stata tradotta in cinese; in Cina esiste addirittura una scuola di straussiani, di cui i più importanti sono Liu Xiaofeng (Università Renmin) e Gan Yang. Gli “straussiani cinesi” (spesso affascinati anche da Carl Schmitt) rappresentano un esempio di ibridazione della teoria politica occidentale in un contesto non occidentale. Come scrivono i curatori di un recente volume, «la ricezione di Schmitt e Strauss nel mondo di lingua cinese (e soprattutto nella Repubblica Popolare Cinese) non solo dice molto su come Schmitt e Strauss possono essere letti oggi, ma fornisce anche importanti indizi sulle contraddizioni più profonde della modernità occidentale e sui dilemmi delle società non liberali nel nostro mondo sempre più conflittuale».

## Critica

### Base dell'esoterismo
Nel saggio Persecution and the Art of Writing, Strauss sostiene che le informazioni devono essere tenute segrete alle masse “scrivendo tra le righe”. Tuttavia, questa sembra una premessa falsa, poiché la maggior parte degli autori a cui Strauss fa riferimento nella sua opera viveva in tempi in cui solo le élite sociali erano abbastanza alfabetizzate da comprendere le opere di filosofia.

### Conservatorismo
Alcuni critici di Strauss lo hanno accusato di essere elitario, illiberale e antidemocratico. Giornalisti come Seymour Hersh hanno affermato che Strauss ha sostenuto le nobili menzogne, «miti usati dai leader politici che cercano di mantenere una società coesa». In The City and Man, Strauss discute i miti delineati ne La Repubblica di Platone che sono necessari per tutti i governi. Tra questi, la convinzione che la terra dello Stato gli appartenga anche se è stata acquisita illegalmente e che la cittadinanza sia radicata in qualcosa di più degli incidenti di nascita.
Shadia Drury, in Leo Strauss and the American Right (1999), ha sostenuto che Strauss ha inculcato nei leader politici americani una tensione elitaria legata al militarismo imperialista, al neoconservatorismo e al fondamentalismo cristiano. Drury sostiene che Strauss insegna che «l'inganno perpetuo dei cittadini da parte di chi detiene il potere è fondamentale perché i cittadini hanno bisogno di essere guidati e hanno bisogno di governanti forti che dicano loro cosa è bene per loro». Nicholas Xenos sostiene che Strauss era «un antidemocratico in senso fondamentale, un vero reazionario». Xenos afferma che «Strauss era qualcuno che voleva tornare a un'epoca precedente, pre-liberale, pre-borghese, di sangue e viscere, di dominazione imperiale, di governo autoritario, di fascismo puro».

### Anti-storicismo
Strauss è stato criticato anche da alcuni conservatori. Secondo Claes G. Ryn, il pensiero antistoricista di Strauss crea un contrasto artificiale tra l'universalità morale e “il convenzionale”, “l'ancestrale” e “lo storico”. Strauss, sostiene Ryn, assume erroneamente e riduttivamente che il rispetto della tradizione debba minare la ragione e l'universalità. Contrariamente alla critica di Strauss a Edmund Burke, il senso storico può essere indispensabile per un'adeguata comprensione dell'universalità. La concezione astratta e astorica del diritto naturale di Strauss distorce l'autentica universalità, sostiene Ryn. Strauss non considera la possibilità che la vera universalità diventi nota agli esseri umani in una forma concreta e particolare. Strauss e gli straussiani hanno paradossalmente insegnato agli ignari filosofi conservatori americani, non ultimi gli intellettuali cattolici, a rifiutare la tradizione a favore di una teorizzazione astorica, un pregiudizio che si scontra con la nozione centrale cristiana dell'Incarnazione, che rappresenta una sintesi dell'universale e dello storico. Secondo Ryn, la propagazione di un'idea puramente astratta di universalità ha contribuito alla difesa neoconservatrice di presunti principi americani universali, che i neoconservatori considerano una giustificazione per l'intervento americano in tutto il mondo - portando le benedizioni dell'“Occidente” agli “altri” sventurati. Il pensiero antistorico di Strauss collega lui e i suoi seguaci ai giacobini francesi, che anch'essi consideravano la tradizione incompatibile con la virtù e la razionalità.
Ciò che Ryn chiama il "nuovo giacobinismo" della filosofia "neoconservatrice" è, scrive Paul Gottfried, anche la retorica di Saint-Just e Leon Trotsky, di cui la destra americana, a suo dire filosoficamente impoverita, si è impadronita con insensata alacrità; gli operatori e i think tank repubblicani credono apparentemente, a suo dire, di poter conquistare l'elettorato facendo appello ai luoghi comuni della sinistra di ieri.

### Risposta alle critiche
Nel suo libro del 2009, Straussofobia, Peter Minowitz fornisce una critica dettagliata di Drury, Xenos e altri critici di Strauss che accusa di "bigottismo e buffoneria".
In Reading Leo Strauss, Steven B. Smith respinge il legame tra Strauss e il pensiero neoconservatore, sostenendo che Strauss non è mai stato personalmente attivo in politica, non ha mai appoggiato l'imperialismo e ha messo in dubbio l'utilità della filosofia politica per la pratica della politica. In particolare, Strauss sosteneva che il mito del re filosofo di Platone dovesse essere letto come una reductio ad assurdo e che i filosofi dovessero comprendere la politica non per influenzarla, ma per garantire l'autonomia della filosofia dalla politica. Nella sua recensione di Reading Leo Strauss, Robert Alter scrive che Smith «mette in chiaro in modo persuasivo le opinioni politiche di Strauss e il vero significato dei suoi scritti».
La figlia di Strauss, Jenny Strauss Clay, ha difeso Strauss dall'accusa di essere la “mente dietro gli ideologi neoconservatori che controllano la politica estera degli Stati Uniti”. “Era un conservatore”, dice, “nella misura in cui non pensava che il cambiamento fosse necessariamente un cambiamento in meglio”. Dal momento che il mondo accademico contemporaneo “pendeva a sinistra”, con la sua “fede indiscussa nel progresso e nella scienza combinata con un'avversione per qualsiasi tipo di giudizio morale”, Strauss si poneva al di fuori del consenso accademico. Se il mondo accademico fosse stato orientato a destra, anche lui lo avrebbe messo in discussione - e in certe occasioni lo fece.
Mark Lilla ha sostenuto che l'attribuzione a Strauss di opinioni neoconservatrici contraddice un'attenta lettura dei testi reali di Strauss, in particolare di On Tyranny. Lilla riassume Strauss come segue:
(Mark Lilla, The Reckless Mind (New York: NY Review of Books, 2001) 133.)
Rispondendo alle accuse secondo cui gli insegnamenti di Strauss avrebbero favorito la politica estera neoconservatrice dell'amministrazione di George W. Bush, come le «speranze irrealistiche di diffusione della democrazia liberale attraverso la conquista militare», Nathan Tarcov, direttore del Leo Strauss Center dell'Università di Chicago, afferma che Strauss come filosofo politico era essenzialmente apolitico. Dopo un'esegesi delle limitatissime opinioni politiche pratiche che si possono trarre dagli scritti di Strauss, Tarcov conclude che «Strauss può ricordarci i problemi permanenti, ma dobbiamo incolpare solo noi stessi per le nostre soluzioni difettose ai problemi di oggi».